# W. Willard Wirtz

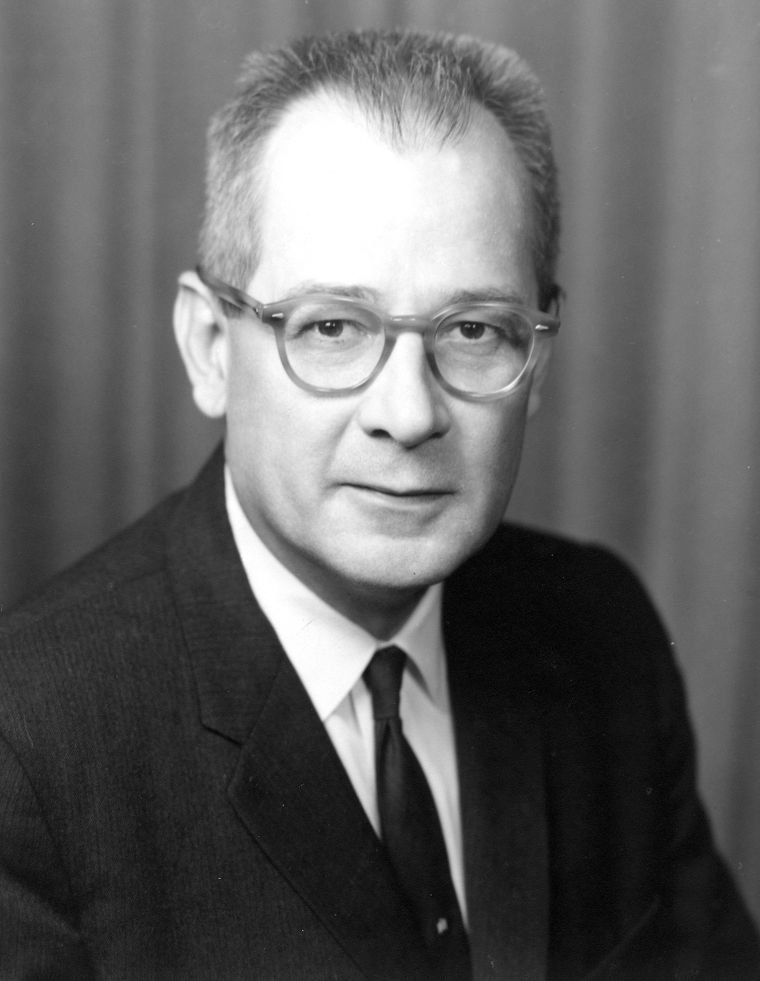
W. Willard Wirtz

William Willard Wirtz (* 14. März 1912 in DeKalb, Illinois; † 24. April 2010 in Washington, D.C.) war ein US-amerikanischer Politiker (Demokratische Partei). 

## Biografie
Er war in der Regierung von Präsident John F. Kennedy und unter dessen Nachfolger Lyndon B. Johnson Arbeitsminister von 1962 bis 1969. 1964 wurde er in die American Academy of Arts and Sciences gewählt.
Von 1970 bis 1972 war er einer der vier Trustees (Insolvenzverwalter) beim Konkurs des Bahnkonzerns Penn Central.
Wirtz war der letzte noch lebende Minister aus dem Kabinett Kennedy. Am 24. April 2010 verstarb Willard Wirtz im Alter von 98 Jahren in Washington, D.C.